# Nashwauk
Nashwauk es una ciudad ubicada en el condado de Itasca en el estado estadounidense de Minnesota. En el Censo de 2010 tenía una población de 983 habitantes y una densidad poblacional de 24,82 personas por km².

## Geografía
Nashwauk se encuentra ubicada en las coordenadas 47°22′51″N 93°9′55″O / 47.38083, -93.16528. Según la Oficina del Censo de los Estados Unidos, Nashwauk tiene una superficie total de 39.61 km², de la cual 37,75 km² corresponden a tierra firme y (4,69 %) 1,86 km² es agua.

## Demografía
Según el censo de 2010, había 983 personas residiendo en Nashwauk. La densidad de población era de 24,82 hab./km². De los 983 habitantes, Nashwauk estaba compuesto por el 96,44 % blancos, el 0,92 % eran amerindios, el 0,1 % eran asiáticos, el 0,1 % eran de otras razas y el 2,44 % eran de una mezcla de razas. Del total de la población el 0,81 % eran hispanos o latinos de cualquier raza.